# Lijst van voetbalinterlands Koeweit - Singapore
Deze lijst van voetbalinterlands is een overzicht van alle officiële voetbalwedstrijden tussen de nationale teams van Koeweit en Singapore. De landen speelden tot op heden tien keer tegen elkaar. De eerste ontmoeting, een vriendschappelijke wedstrijd, werd gespeeld in Kuala Lumpur (Maleisië) op 30 juli 1973. Het laatste duel, eveneens een vriendschappelijke wedstrijd, vond plaats op 1 juni 2022 in Abu Dhabi (Verenigde Arabische Emiraten).

## Wedstrijden
| №  | Plaats       | Datum             | Competitie                 | Wedstrijd           | Uitslag |
| -- | ------------ | ----------------- | -------------------------- | ------------------- | ------- |
| 1  | Kuala Lumpur | 30 juli 1973      | Vriendschappelijk          | Singapore – Koeweit | 0 – 2   |
| 2  | Singapore    | 26 april 1997     | WK 1998 kwalificatie       | Singapore – Koeweit | 0 – 1   |
| 3  | Koeweit      | 5 juni 1997       | WK 1998 kwalificatie       | Koeweit – Singapore | 4 – 0   |
| 4  | Singapore    | 6 februari 2001   | WK 2002 kwalificatie       | Koeweit – Singapore | 1 – 1   |
| 5  | Koeweit      | 21 februari 2001  | WK 2002 kwalificatie       | Singapore – Koeweit | 0 – 1   |
| 6  | Singapore    | 4 september 2003  | Azië Cup 2004 kwalificatie | Singapore − Koeweit | 1 − 3   |
| 7  | Koeweit      | 27 september 2003 | Azië Cup 2004 kwalificatie | Koeweit – Singapore | 4 – 0   |
| 8  | Koeweit      | 3 februari 2006   | Vriendschappelijk          | Koeweit – Singapore | 2 – 2   |
| 9  | Muscat       | 24 januari 2008   | Vriendschappelijk          | Koeweit – Singapore | 0 – 2   |
| 10 | Abu Dhabi    | 1 juni 2022       | Vriendschappelijk          | Koeweit – Singapore | 2 – 0   |

## Samenvatting
| Competitie            | Totaal gespeeld | Winst Koeweit | Gelijk | Winst Singapore | Doelsaldo Koeweit – Singapore |
| --------------------- | --------------- | ------------- | ------ | --------------- | ----------------------------- |
| WK-kwalificatie       | 4               | 3             | 1      | 0               | 7 − 1                         |
| Azië Cup-kwalificatie | 2               | 2             | 0      | 0               | 7 − 1                         |
| Vriendschappelijk     | 4               | 2             | 1      | 1               | 6 − 4                         |
| Totaal                | 10              | 7             | 2      | 1               | 20 − 6                        |

KFA · A-internationals · Bondscoaches · Statistieken · Koeweits vrouwenelftal · Koeweit U21 · Koeweit U20 · Koeweit U19 · Koeweit U18 · Koeweit U17
1960 – 1969 · 
1970 – 1979 · 
1980 – 1989 · 
1990 – 1999 · 
2000 – 2009 · 
2010 – 2019 ·
2020 − 2029
WK 1982
OS 1980 ·
OS 1992 ·
OS 2000
1961 · 
1962 · 
1963 · 
1964 · 
1965 · 
1966 · 
1967 · 
1968 · 
1969 · 
1970 · 
1971 · 
1972 · 
1973 · 
1974 · 
1975 · 
1976 · 
1977 · 
1978 · 
1979 · 
1980 · 
1981 · 
1982 · 
1983 · 
1984 · 
1985 · 
1986 · 
1987 · 
1988 · 
1989 · 
1990 · 
1991 · 
1992 · 
1993 · 
1994 · 
1995 · 
1996 · 
1997 · 
1998 · 
1999 · 
2000 · 
2001 · 
2002 · 
2003 · 
2004 · 
2005 · 
2006 · 
2007 · 
2008 · 
2009 · 
2010 · 
2011 · 
2012 · 
2013 ·
2014 ·
2015 ·
2016 ·
2017 ·
2018 ·
2019 ·
2020 ·
2021 ·
2022
Afghanistan ·
Algerije ·
Armenië ·
Australië ·
Azerbeidzjan ·
Bahrein ·
Bangladesh ·
Bhutan ·
Bosnië en Herzegovina ·
Bulgarije ·
Cambodja ·
China ·
Colombia · 
Cyprus ·
DDR ·
Duitsland ·
Ecuador ·
Egypte ·
Engeland ·
Filipijnen ·
Finland ·
Frankrijk ·
Hongarije · 
Hongkong ·
IJsland ·
India ·
Indonesië ·
Irak ·
Iran ·
Ivoorkust ·
Japan ·
Jemen ·
Jordanië ·
Kameroen ·
Kazachstan ·
Kenia ·
Kirgizië ·
Laos ·
Letland ·
Libanon ·
Libië ·
Litouwen ·
Macau ·
Maleisië ·
Mali ·
Malta ·
Marokko ·
Mongolië ·
Myanmar ·
Nepal ·
Nieuw-Zeeland ·
Noord-Korea ·
Noorwegen ·
Oeganda ·
Oezbekistan ·
Oman ·
Pakistan ·
Palestina ·
Polen ·
Portugal ·
Qatar ·
Saoedi-Arabië ·
Singapore ·
Slowakije ·
Soedan ·
Sovjet-Unie ·
Syrië ·
Tadzjikistan ·
Taiwan ·
Thailand ·
Trinidad en Tobago ·
Tsjechië ·
Tsjecho-Slowakije ·
Tunesië ·
Turkmenistan ·
Verenigde Arabische Emiraten ·
Verenigde Staten ·
Vietnam ·
Wales ·
Zambia ·
Zimbabwe ·
Zuid-Korea ·
Zuid-Vietnam
Engeland (1982) · 
Frankrijk (1982) · 
Tsjecho-Slowakije (1982)
FAS · 
Lijst van A-internationals · 
Singaporees vrouwenelftal
1960 – 1969 ·
1970 – 1979 ·
1980 – 1989 ·
1990 – 1999 ·
2000 – 2009 ·
2010 – 2019
Afghanistan ·
Argentinië ·
Australië · 
Azerbeidzjan · 
Bahrein · 
Bangladesh · 
Brunei · 
Cambodja · 
Canada · 
China · 
Denemarken · 
Fiji ·
Filipijnen · 
Finland · 
Ghana · 
Guam ·
Hongkong · 
India · 
Indonesië · 
Irak · 
Iran · 
Israël · 
Japan · 
Jemen ·
Jordanië · 
Kazachstan · 
Kirgizië · 
Koeweit · 
Laos · 
Libanon · 
Macau · 
Malediven · 
Maleisië · 
Mauritius ·
Mongolië · 
Myanmar · 
Nepal · 
Nieuw-Zeeland · 
Noord-Korea · 
Noorwegen · 
Oezbekistan · 
Oman · 
Oost-Timor · 
Pakistan · 
Palestina · 
Papoea-Nieuw-Guinea ·
Polen · 
Qatar ·
Salomonseilanden · 
Saoedi-Arabië · 
Sri Lanka · 
Syrië · 
Tadzjikistan · 
Taiwan · 
Thailand · 
Turkmenistan · 
Uruguay · 
Verenigde Arabische Emiraten · 
Vietnam · 
Zuid-Korea · 
Zuid-Vietnam · 
Zweden